# Thanatophore Dysplasie
Die Thanatophore Dysplasie (TD, Platyspondylitische Dysplasie Typ San-Diego) (altgriechisch thanatophor ‚todbringend‘ von θάνατος thanatos, deutsch ‚Tod‘ und φορά phora, deutsch ‚tragen‘; Dysplasie altgriechisch δυσ- dys-, deutsch ‚schlecht‘ und πλάσσειν plassein, deutsch ‚bilden‘, ‚formen‘) ist eine tödlich verlaufende Form einer schwerwiegenden Wachstums- und Entwicklungsstörung des Knorpel-Knochengewebes – einer Osteochondrodysplasie (altgriechisch ὀστέον osteon, deutsch ‚Knochen‘ und χόνδρος chondros, deutsch ‚Knorpel‘) –, die mit einer Prävalenz von etwa 1:20.000 bis 1:50.000 bei beiden Geschlechtern zu den seltenen Erkrankungen zählt. Unterschieden werden Typ I und Typ II, wobei Typ I häufiger ist als Typ II.
Abzugrenzen ist die Platyspondylitische Dysplasie Typ Torrance.

## Ursache
Bei Kindern mit einer Form der thanatophoren Dysplasie liegt aufgrund eines seltenen genetischen Defektes mit Mutationen im Bereich FGFR3 (Rezeptor 3 des Fibroblasten-Wachstumsfaktors) auf Chromosom 4 p16.3, der einer autosomal-dominanten Vererbung folgt, eine Störung des Knochenwachstums vor. Dabei bekommen die Knorpelzellen wachstumshemmende Signale, was bereits während der Schwangerschaft zu Skelettfehlbildungen beim ungeborenen Kind durch eine Störung der Knochengewebe-Bildung führt. Es kommt zu diversen körperlichen Auffälligkeiten (siehe Symptome).

## Symptome
Der Körperbau des Kindes ist insgesamt kleiner als üblich, der Kopf erscheint im Verhältnis recht groß (Pseudo-Makrozephalie) und hat gelegentlich (bei Typ I) oder meist (bei Typ II) eine unterschiedlich stark ausgeprägte Kleeblatt-Form. Die Stirn ist vorgewölbt, die Nasenwurzel eingesunken, der Brustkorb (Thorax) ist schmal und eng, die Rippen kurz. Die langen Röhrenknochen sind gebogen und verkürzt, was zu einer Mikromelie führt (s. auch Kleinwuchs). Beim Typ II weist der Oberschenkelknochen keine Biegung auf. Auch die Hände sind vergleichsweise kurz (Brachydaktylie). In unterschiedlicher Ausprägung finden sich zerebrale Fehlbildungen.

## Diagnose
Bei Kindern mit thanatophorer Dysplasie fallen in der Schwangerschaft oben genannte spezifische Wachstumsstörungen auf, eventuell auch ein Kleeblattschädel und eine ausgeprägte Nackentransparenz. Gehäuft findet sich ein Polyhydramnion und der Schwangeren fallen verminderte Kindsbewegungen auf. Eine Verdachtsdiagnose ist vorgeburtlich durch Ultraschall möglich. Nach Amniozentese kann im Rahmen einer molekulargenetischen Untersuchung der Zellen des Ungeborenen nach Mutationen im FGFR3-Gen auf Chromosom 4 gesucht werden. Beim Typ I betreffen sie die extrazellulären Immunglobulin-ähnlichen Domänen des transmembranären Rezeptorproteins, die einen Fibroblasten-Wachstumsfaktor binden  bzw. dessen Bindung regulieren, beim Typ II die intrazellulär gelegene Tyrosinkinase-Domäne, mit der Signale auslöst und darüber zelluläre Effekte vermittelt werden.

## Therapie, Prognose
Eine Heilung ist bislang nicht möglich. Bis auf wenige Ausnahmen sterben Kinder mit TD in der Perinatalperiode oder im Neugeborenenalter. Über Langzeitüberlebende (4,75 bzw. 3,7 Jahre alt; über 9 Jahre alt) wurde berichtet.
Aufgrund des schmalen und engen Brustkorbes kann sich ihre Lunge vorgeburtlich nicht entwickeln und entfalten, sodass es nach der Geburt zu einer respiratorischen Insuffizienz durch die erheblich eingeschränkte Ventilation der Lungen kommt. Eine Schädigung des Atemzentrums bei Kompression des Hirnstamms aufgrund des kleinen Durchmessers des Hinterhauptlochs kann eine zusätzliche oder die alleinige Ursache für das Versagen der Atemtätigkeit sein.